# Hermance de Vries-van den Wall Bake
Hermance Wilhelmina Alexandra van den Wall Bake (Hilversum, 27 november 1915 - Amsterdam, 19 januari 1995) was een Nederlands verzetsstrijder in de Tweede Wereldoorlog.
Van den Wall Bake was verloofd met Charles Hugenholtz, student en actief in het verzet tegen de Duitse bezetters in Delft. In 1941 augustus 1941 doodden Hugenholtz en zijn vriend en medestudent Jan van Blerkom de verrader Hugo de Man. Van den Wall Bake hielp hen de sporen uit te wissen. Van Blerkom en Hugenholtz slaagden erin om uit handen van de Duitsers te blijven maar kwamen elk afzonderlijk om het leven terwijl ze probeerden Engeland te bereiken, Van Blerkom in november 1941, Hugenholtz in juli 1942. Van den Wall Bake bleef actief in het verzet, onder meer als koerierster en in de hulp aan geallieerde piloten. Ze werkte samen met Jaap le Poole en was secretaresse van het College van Vertrouwensmannen. In 1945 ontmoette ze Karel de Vries, eveneens verzetsman, met wie ze in 1946 trouwde. Zij kregen drie kinderen. In 1972 gingen ze uit elkaar.

## Onderscheidingen
- Bronzen Leeuw, uitgereikt op 22 juli 1953
- Medal of Freedom with bronze palm (VS), uitgereikt op 21 november 1946
- King's Medal for Courage in the Cause of Freedom, uitgereikt op 18 oktober 1948[2]